# Laura Robson
Laura Robson (* 21. Januar 1994 in Melbourne, Australien) ist eine ehemalige britische Tennisspielerin. Sie gewann unter anderem 2008 als 14-Jährige das Juniorinnenturnier von Wimbledon.

## Karriere
Im Alter von sechs Jahren meldeten sie ihre Eltern in einem Tennisverein an ihrem Wohnort an.

### 2008–2011
Ab 2008 nahm sie an einigen ITF-Turnieren teil. Sie gewann in ihrer ersten Saison in Sunderland gleich ihr erstes Profiturnier. In Wimbledon konnte sie den Juniorinnenwettbewerb mit einem Endspielsieg (6:3, 3:6, 6:1) über Noppawan Lertcheewakarn aus Thailand gewinnen. Sie war seit dem Titelgewinn von Annabel Croft 1984 die erste Britin, der wieder ein Wimbledonsieg im Einzel gelungen war.
Robson erhielt 2009 eine Wildcard für den Damenwettbewerb in Wimbledon, wo sie sich in der ersten Runde allerdings Daniela Hantuchová mit 6:3, 4:6 und 2:6 geschlagen geben musste. Es war ihr erster Auftritt im Hauptfeld eines Grand-Slam-Turniers.
Bei ihrer ersten Teilnahme am Hopman Cup spielte sie 2010 zusammen mit Andy Murray für Großbritannien. Sie erreichten das Finale, das sie mit 1:2 gegen Spanien verloren.
2010 erhielt Robson für die Australian Open eine Wildcard für die Qualifikation; sie verlor ihr Zweitrundenspiel gegen die Niederländerin Michaëlla Krajicek mit 4:6 und 6:77. Mit ihrer Partnerin Sally Peers erhielt sie auch eine Wildcard für das Hauptfeld im Doppel. Das Duo schied im Viertelfinale gegen die Paarung Marija Kirilenko und Agnieszka Radwańska mit 4:6, 1:6 aus. Bei den Juniorinnen spielte sie sich als Ungesetzte bis ins Finale, in dem sie der an Nummer 6 gesetzten Karolína Plíšková aus Tschechien mit 1:6 und 6:75 unterlag.
Für Wimbledon erhielt Robson 2011 eine Wildcard sowohl für das Einzel als auch für das Doppel mit Partnerin Anne Keothavong. Im Einzel erreichte sie nach einem Sieg über die in der Weltrangliste knapp 200 Plätze besser platzierte Angelique Kerber die zweite Runde, dort unterlag sie der an Nummer 5 gesetzten Marija Scharapowa in zwei Sätzen.

### 2012–2015

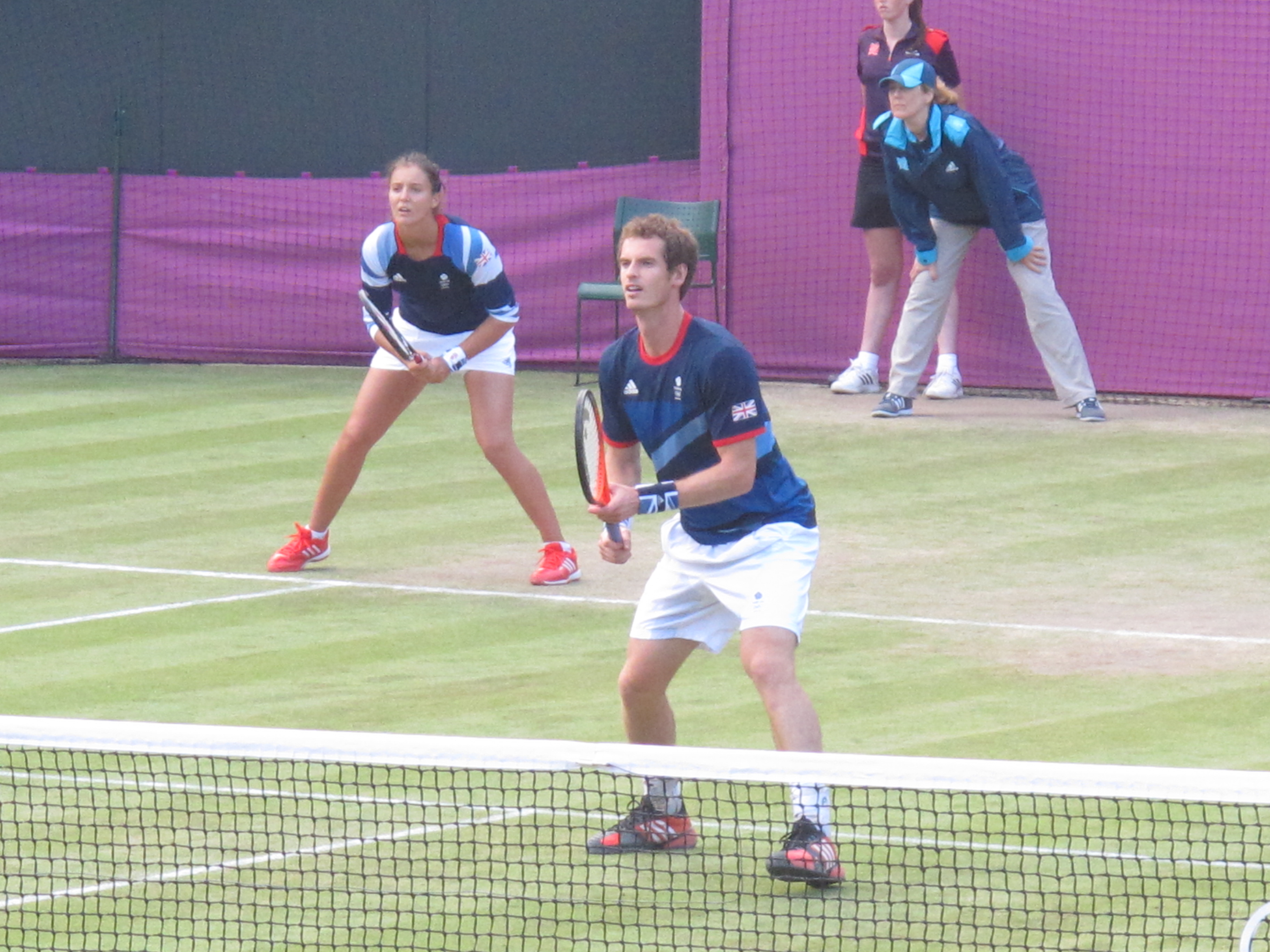
Laura Robson und Andy Murray 2012 im olympischen Mixed-Turnier

Bei den Olympischen Spielen in London erhielten sie und ihr Partner Andy Murray eine Wildcard für den Mixed-Wettbewerb. Erst im Finale mussten sie sich Wiktoryja Asaranka und Maks Mirny im Match-Tiebreak mit 6:2, 3:6, [8:10] knapp geschlagen geben. Damit gewannen sie für Großbritannien die Silbermedaille.
Bei den US Open zog Robson mit einem Dreisatzsieg über die Nummer acht der Welt, Li Na, ins Achtelfinale ein. Dort erwies sich Titelverteidigerin Samantha Stosur beim 4:6 und 4:6 als die Stärkere. Beim WTA-Turnier in Guangzhou stieß Robson als Ungesetzte bis ins Finale vor, das sie in einem engen Match gegen Hsieh Su-wei mit 3:6, 7:5 und 4:6 verlor.
Im Jahr 2012 spielte Robson erstmals für die britische Fed-Cup-Mannschaft; ihre Fed-Cup-Bilanz weist bislang 13 Siege bei 3 Niederlagen aus.
Nachdem sie 2013 in Melbourne bereits die dritte Runde erreicht hatte, zog sie in Wimbledon zum zweiten Mal ins Achtelfinale eines Grand-Slam-Turniers ein. Dort unterlag sie Kaia Kanepi mit 6:7, 5:7. Damit überstieg die Summe des von ihr gewonnenen Preisgeldes eine Million US-Dollar. Zudem erreichte sie im Einzel wie im Doppel neue Bestmarken in der Weltrangliste.
2014 spielte sie zunächst beim Hopman Cup und dann bei den Australian Open, wo sie in der ersten Runde gegen Yanina Wickmayer im zweiten Satz beim Stand von 6:4, 0:2 aufgab. Danach musste sie sich einer Handgelenksoperation unterziehen und fiel für die restliche Saison aus.
Beim WTA-Turnier in Eastbourne gab sie nach 17 Monaten ihr Comeback; sie verlor ihre erste Begegnung der Qualifikation mit 0:6 und 1:6. In den Weltranglisten war sie inzwischen nicht mehr gelistet. In Wimbledon ging sie 2015 sowohl im Einzel als auch im Doppel an den Start, sie verlor jeweils bereits ihr Erstrundenmatch.
Ihr letztes internationale Turnier spielte Robson im April 2019. Am 16. Mai 2022 gab Robson ihren Rücktritt vom Tennissport bekannt.

## Turniersiege

### Einzel
| Nr. | Datum            | Turnier     | Kategorie   | Belag             | Finalgegnerin    | Ergebnis |
| --- | ---------------- | ----------- | ----------- | ----------------- | ---------------- | -------- |
| 1.  | 9. November 2008 | Sunderland  | ITF $10.000 | Hartplatz (Halle) | Samantha Vickers | 6:3, 6:2 |
| 2.  | 14. August 2016  | Landisville | ITF $25.000 | Hartplatz         | Julia Elbaba     | 6:0, 6:0 |
| 3.  | 21. Mai 2017     | Kurume      | ITF $60.000 | Teppich           | Katie Boulter    | 6:3, 6:4 |

### Doppel
| Nr. | Datum              | Turnier     | Kategorie   | Belag     | Partnerin         | Finalgegnerinnen                | Ergebnis        |
| --- | ------------------ | ----------- | ----------- | --------- | ----------------- | ------------------------------- | --------------- |
| 1.  | 14. August 2016    | Landisville | ITF $25.000 | Hartplatz | Freya Christie    | Elise Mertens An-Sophie Mestach | 6:3, 6:4        |
| 2.  | 17. September 2017 | Las Vegas   | ITF $60.000 | Hartplatz | An-Sophie Mestach | Sophie Chang Alexandra Mueller  | 7:67, 7:62      |
| 3.  | 2. Februar 2018    | Burnie      | ITF $60.000 | Hartplatz | Vania King        | Momoko Kobori Chihiro Muramatsu | 7:63, 6:1       |
| 4.  | 10. März 2018      | Yokohama    | ITF $25.000 | Hartplatz | Fanny Stollár     | Momoko Kobori Chihiro Muramatsu | 5:7, 6:2 [10:4] |

## Abschneiden bei Grand-Slam-Turnieren

### Dameneinzel
| Turnier         | 2009 | 2010 | 2011 | 2012 | 2013 | 2014 | 2015 | 2016 | 2017 | Karriere |
| --------------- | ---- | ---- | ---- | ---- | ---- | ---- | ---- | ---- | ---- | -------- |
| Australian Open | —    | Q2   | —    | 1    | 3    | 1    | —    | —    | Q1   | 3        |
| French Open     | —    | —    | —    | 1    | 1    | —    | —    | 1    | —    | 1        |
| Wimbledon       | 1    | 1    | 2    | 1    | AF   | —    | 1    | 1    | 1    | AF       |
| US Open         | Q3   | Q3   | 2    | AF   | 3    | —    | 1    | 1    | Q1   | AF       |

Zeichenerklärung: S = Turniersieg; F, HF, VF, AF = Einzug ins Finale / Halbfinale / Viertelfinale / Achtelfinale; 1, 2, 3 = Ausscheiden in der 1. / 2. / 3. Hauptrunde; Q1, Q2, Q3 = Ausscheiden in der 1. / 2. / 3. Qualifikationsrunde; nicht ausgetragen

### Doppel
| Turnier         | 2009 | 2010 | 2011 | 2012 | 2013 | 2014 | 2015 | 2016 | 2017 | 2018 | Karriere |
| --------------- | ---- | ---- | ---- | ---- | ---- | ---- | ---- | ---- | ---- | ---- | -------- |
| Australian Open | —    | VF   | —    | 1    | 1    | —    | —    | —    | —    | 1    | VF       |
| French Open     | —    | —    | —    | —    | —    | —    | —    | —    | —    | —    | —        |
| Wimbledon       | 2    | 1    | 1    | 1    | 2    | —    | 1    | 1    | 2    | —    | 2        |
| US Open         | —    | —    | —    | 1    | —    | —    | 2    | —    | —    | —    | 2        |

### Juniorinneneinzel
| Turnier         | 2008 | 2009 | 2010 | Karriere |
| --------------- | ---- | ---- | ---- | -------- |
| Australian Open | —    | F    | F    | F        |
| French Open     | —    | 2    | —    | 2        |
| Wimbledon       | S    | AF   | HF   | S        |
| US Open         | —    | HF   | AF   | HF       |

### Juniorinnendoppel
| Turnier         | 2008 | 2009 | 2010 | Karriere |
| --------------- | ---- | ---- | ---- | -------- |
| Australian Open | —    | VF   | —    | VF       |
| French Open     | —    | AF   | —    | AF       |
| Wimbledon       | 1    | 1    | 1    | 1        |
| US Open         | —    | 1    | —    | 1        |

## Weltranglistenpositionen am Saisonende
| Jahr   | 2008 | 2009 | 2010 | 2011 | 2012 | 2013 | 2014 | 2015 | 2016 | 2017 | 2018 |
| ------ | ---- | ---- | ---- | ---- | ---- | ---- | ---- | ---- | ---- | ---- | ---- |
| Einzel | 559  | 419  | 206  | 131  | 53   | 46   | 951  | 558  | 220  | 251  | 435  |
| Doppel | 1006 | 299  | 127  | 808  | 285  | 91   | -    | 291  | 487  | 113  | 255  |